# Thrift Shop
«Thrift Shop» —en español: «Tienda de segunda mano»— es una canción del rapero estadounidense Macklemore junto al productor Ryan Lewis. Fue lanzado como el quinto y último sencillo de su álbum debut colaborativo The Heist, el 8 de octubre de 2012. Cuenta con la colaboración en las voces del cantante de R&B Wanz. A pesar de ser publicado por el sello independiente de Macklemore, con distribución de ADA, el sencillo tuvo un inesperado éxito comercial, siendo número uno en los Estados Unidos, mientras que alcanzó vender más de 4 millones de copias en total hasta marzo de 2013. También obtuvo el número 1 en el Reino Unido, Irlanda, Canadá, Francia, Dinamarca, Países Bajos, Bélgica, Australia y Nueva Zelanda. La canción es el primer título distribuido por un sello independiente que lideró la lista de las canciones digitales de Billboard, desde el sencillo benéfico "We Are the World 25 for Haiti" en febrero de 2010. Además, pasaron casi 20 años para que por segunda vez un sencillo lanzado de manera independiente alcance la máxima posición en el Billboard Hot 100, ya que en 1994 Lisa Loeb con "Stay (I Missed You)" fue la primera en ese condición. En 2013, lideró la lista anual del Billboard Hot 100.
La canción obtuvo dos premios Grammy en las categorías mejor actuación de rap y mejor canción de rap.

## Significado
Macklemore expresó en una entrevista para MTV News: "Es acerca de como mantenerse con poco de dinero, si ahorramos vamos a gastar lo menos posible y buscar lo más genial al mismo tiempo." Una vez le preguntaron por qué pensaba que la canción fue tan exitosa, el rapero respondió: "...Creo que el hip-hop va creciendo, y es algo que es diferente, es un concepto. Obviamente es contra el statu quo de lo que la gente piensa generalmente sobre el rap. Esta es una canción que va en contra de todo eso. ¿Cuánto puedes ahorrar?

## Video musical
El  video musical de «Thrift Shop» fue dirigido por Jon Jon Augustavo, Macklemore y Lewis, y fue lanzado el 29 de agosto de 2012. El 17 de julio de 2013, el video nominado a un premio MTV Video Music Awards en la categoría Video del año.

## Lista de canciones
Sencillo digital
| N.º | Título        | Escritor(es) | Productor(es) | Duración |  |
| 1.  | «Thrift Shop» | Ben Haggerty | Ryan Lewis    | 3:55     |  |

| Sencillo en CD |                          |          |  |
| N.º            | Título                   | Duración |  |
| 1.             | «Thrift Shop» (con Wanz) | 3:55     |  |
| 2.             | «Ten Thousand Hours»     | 4:10     |  |

## Créditos y personal
- Producción — Ryan Lewis
- Voces — Macklemore, Wanz, Brooklyn Grinnell
- Compositor — Ben Haggerty
- Scratches — DV One
- Discográfica: Macklemore LLC

## Posicionamiento en listas y certificaciones
| Lista (2012–13)                        | Mejor posición |
| -------------------------------------- | -------------- |
| Alemania (Media Control AG)            | 2              |
| Australia (ARIA)                       | 1              |
| Austria (Ö3 Austria Top 40)            | 2              |
| Bélgica (Flandes) (Ultratop 50)        | 1              |
| Bélgica (Valonia) (Ultratop 50)        | 1              |
| Canadá (Hot 100)                       | 1              |
| República Checa (Rádio Top 100)        | 4              |
| Dinamarca (Tracklisten)                | 1              |
| Eslovaquia (Rádio Top 100)             | 8              |
| España (Top 100 Canciones)             | 12             |
| Estados Unidos (Billboard Hot 100)     | 1              |
| Estados Unidos (Pop Songs)             | 1              |
| Estados Unidos (Hot R&B/Hip-Hop Songs) | 1              |
| Estados Unidos (Rap Songs)             | 1              |
| Estados Unidos (Alternative Songs)     | 14             |
| Estados Unidos (Hot Dance Club Songs)  | 27             |
| Estados Unidos (Adult Pop Songs)       | 35             |
| Finlandia (OFC)                        | 1              |
| Francia (SNEP)                         | 1              |
| Irlanda (IRMA)                         | 1              |
| Israel (Media Forest)                  | 1              |
| Italia (FIMI)                          | 2              |
| Japón (Japan Hot 100)                  | 61             |
| Noruega (VG-lista)                     | 1              |
| Nueva Zelanda (Recorded Music NZ)      | 1              |
| Países Bajos (Dutch Top 40)            | 1              |
| Reino Unido (UK Singles Chart)         | 1              |
| Reino Unido (UK R&B Chart)             | 1              |
| Rumania (Romanian Top 100)             | 24             |
| Suecia (Sverigetopplistan)             | 2              |
| Suiza (Schweizer Hitparade)            | 1              |

| País           | Lista                                 | Posición |
| -------------- | ------------------------------------- | -------- |
| Australia      | ARIA Charts                           | 9        |
| Canadá         | Canadian Hot 100                      | 2        |
| Chile          | Chile Top Singles: Best Songs Of 2013 | 3        |
| Estados Unidos | Billboard Hot 100                     | 1        |
| Estados Unidos | Pop Songs                             | 9        |
| Estados Unidos | Hot R&B/Hip-Hop Songs                 | 1        |
| Estados Unidos | Rap Songs                             | 1        |

| País           | Organismo certificador | Certificación | Ventas    | Ref.   |
| -------------- | ---------------------- | ------------- | --------- | ------ |
| Alemania       | BVMI                   | 3× Oro        | 450 000   | [ 41 ] |
| Australia      | ARIA                   | 9× Platino    | 630 000   | [ 42 ] |
| Austria        | IFPI Austria           | Oro           | 15 000    | [ 43 ] |
| Bélgica        | BEA                    | Oro           | 15 000    | [ 44 ] |
| Canadá         | Music Canada           | 8× Platino    | 640 000   | [ 45 ] |
| Dinamarca      | IFPI Dinamarca         | 3× Platino    | 90 000    | [ 46 ] |
| Estados Unidos | RIAA                   | 7× Platino    | 7 000 000 | [ 47 ] |
| Italia         | FIMI                   | 2× Platino    | 60 000    | [ 48 ] |
| Nueva Zelanda  | RIANZ                  | 4× Platino    | 60 000    | [ 49 ] |
| Reino Unido    | BPI                    | Platino       | 800 000   | [ 50 ] |
| Suecia         | GLF                    | 4× Platino    | 160 000   | [ 51 ] |
| Suiza          | IFPI Suiza             | Platino       | 30 000    | [ 52 ] |

### Sucesión en listas
| Anterior: «What You've Done to Me» de Samantha Jade                     | ARIA Charts — Sencillo Nro 1 3 de diciembre de 2012 — 21 de enero de 2013                                             | Siguiente: «Same Love» de Macklemore & Ryan Lewis con Mary Lambert      |
| Anterior: «Diamonds» de Rihanna                                         | Hot R&B/Hip-Hop Songs — Sencillo Nro 1 26 de enero de 2013 — 4 de mayo de 2013                                        | Siguiente: «Can't Hold Us» de Macklemore & Ryan Lewis con Ray Dalton    |
| Anterior: «Locked Out of Heaven» de Bruno Mars «Harlem Shake» de Baauer | Billboard Hot 100 — Sencillo Nro 1 2 de febrero de 2013 — 1 de marzo de 2013 6 de abril de 2013 — 19 de abril de 2013 | Siguiente: «Harlem Shake» de Baauer «When I Was Your Man» de Bruno Mars |
| Anterior: «Scream & Shout» de will.i.am & Britney Spears                | Canadian Hot 100 — Sencillo Nro 1 9 de febrero de 2013 — 22 de marzo de 2013                                          | Siguiente: «Stay» de Rihanna con Mikky Ekko                             |
| Anterior: «Get Up (Rattle)» de Bingo Players con Far East Movement      | UK Singles Chart — Sencillo Nro 1 10 de febrero de 2013 — 16 de febrero de 2013                                       | Siguiente: «I Could Be the One» por Avicii vs. Nicky Romero             |
| Anterior: «Just Give Me a Reason» de Pink con Nate Ruess                | Dutch Top 40 — Sencillo Nro 1 16 de marzo de 2013 — 22 de marzo de 2013                                               | Siguiente: «Julia» de Nick & Simon                                      |